# Dobrava pod Rako
Dobrava pod Rako este o localitate din comuna Krško, Slovenia, cu o populație de 19 locuitori.